# Banana Fish
Banana Fish (バナナフィッシュ, Bananafisshu) (typographié BANANA FISH) est un shōjo manga scénarisé et dessiné par Akimi Yoshida. Il est prépublié entre mai 1985 et avril 1994 dans le magazine Bessatsu Shōjo Comic et publié en 19 volumes reliés par Shōgakukan. La version française est publiée en intégralité par Panini Comics.
Le manga débute en 1973, au Viêt Nam. Un soldat américain perd la tête et tire sur ses camarades. Stoppé par un de ses amis qui parvient à l’immobiliser, il articule « Banana Fish » avant de tomber dans un état second.New York, milieu des années 1980. Ash Lynx, jeune chef de gang, croise un homme agonisant qui lui remet un pendentif, lui chuchote une adresse à Los Angeles et meurt en murmurant « Banana Fish ».
Une adaptation en série télévisée d'animation produite par le studio MAPPA est diffusée de juillet à décembre 2018 sur Fuji TV dans la case horaire noitaminA et en simulcast dans le monde entier par Amazon sur Prime Video. La série est produite dans le cadre d'un projet de commémoration du 40e anniversaire des débuts de Yoshida en tant que mangaka.
Le titre de l'œuvre fait référence à la nouvelle Un jour rêvé pour le poisson-banane de J. D. Salinger. Chaque épisode de la série animée fait également référence au titre d'une œuvre d'Ernest Hemingway, F. Scott Fitzgerald ou d'un autre auteur de la « Génération perdue ».

## Résumé
L'histoire se découpe en 6 parties :

### Partie 1: Prologue
Pendant la guerre du Vietnam en 1973 (guerre non-précisé dans l'animé en raison des problèmes temporel que cela pourrait engendrer), le soldat américain Griffin Callenreese tire sur son propre escadron dans une frénésie étourdissante. Il est encore en pleine hallucination lorsque Max Glenreed, un ami et compagnon d'armes, lui tire dans les jambes. Alors que Griffin s'effondre, il prononce les mots « Banana Fish ».

### Partie 2: Le mystère du Banana Fish
Douze ans plus tard, Griffin - aujourd'hui gravement handicapé mental - est pris en charge par son jeune frère Ash, le chef d'un gang d'enfants des rues à New York. Une nuit, Ash rencontre un homme gravement blessé qui lui donne une fiole d'une substance inconnue et une adresse en Californie ; l'homme prononce les mots « Banana Fish » avant de mourir.
Ash commence à enquêter sur la signification des mots « Banana Fish », bien qu'il soit gêné par Dino Golzine, un chef de la mafia corse qui a fait d'Ash l'héritier de son empire criminel. Au cours de son enquête, Ash rassemble plusieurs alliés : Shunichi Ibe, un photojournaliste, et Eiji Okumura, son assistant, qui a voyagé du Japon pour faire un reportage sur les gangs de rue ; Shorter Wong, un chef de gang qui contrôle Chinatown; et Max (l'ancien compagnon d'arme de Griffin), qu'Ash rencontre en prison alors qu'il est détenu pour une fausse accusation de meurtre. Lorsque Griffin est tué par balle dans une bagarre avec les hommes de Golzine, le groupe se met en route pour résoudre ensemble le mystère du Banana Fish.
Ash et ses alliés se rendent à l'adresse en Californie, où ils trouvent un manoir occupé par un homme qui se révèle être Lee Yut-Lung, le plus jeune fils de la plus grande famille du crime en Chine. Ils rencontrent ensuite le véritable occupant de la maison, un médecin qui les informe que le Banana Fish est une drogue intraçable qui lave le cerveau de ses utilisateurs. Golzine a l'intention de vendre la drogue au gouvernement des États-Unis, qui cherche à l'utiliser pour renverser les gouvernements communistes en Amérique du Sud. Le groupe est ensuite capturé par les hommes de Golzine, qui injectent à Shorter une dose du Banana Fish et lui ordonnent de tuer Eiji. Lorsque Shorter supplie Ash de le tuer dans un moment de lucidité, Ash fini par lui tirer dessus.

### Partie 3: La contre-attaque d'Ash
Le groupe, avec l'aide des gangs d'Ash et Shorter, s'échappe de l'enceinte de la maison de Golzine. Ash utilise la manipulation boursière pour détruire la valeur des entreprises légitimes de Golzine et retire 50 millions de dollars de leurs comptes, faisant croire que Golzine a détourné de l'argent. Golzine est contraint de quitter les États-Unis pour répondre à ses supérieurs en France.
En l'absence de pouvoir à cause du départ de Golzine, Ash obtient des promesses de neutralité de Cain Blood, le patron des gangs de rue de Harlem, et d'un Sing Soo-Ling (successeur de Shorter) réticent, qui a pris le contrôle du gang de Chinatown. Ash commence à éliminer méthodiquement les gangs de rue affiliés à la mafia Corse, sortant victorieux mais gravement blessés dans une bataille finale. Il est placé dans un établissement psychiatrique pour y être soigné, qui se révèle être financé par l'Union Corse, qui simule la mort de Ash afin de pouvoir l'utiliser comme sujet d'essai pour observer les effets du Banana Fish sur un cerveau vivant. Ash est capable de s'échapper de l'installation, au moment même où Golzine revient d'Europe pour reprendre le contrôle de la mafia corse.

### Partie 4: Le retour de Golzine
Yut-Lung, ayant utilisé le Banana Fish pour mettre son frère aîné dans un état végétatif, conclut une alliance avec Golzine. Yut-Lung élimine les co-conspirateurs de Golzine dans le projet Banana Fish, tandis que Golzine élimine les autres membres du syndicat de la famille Lee, faisant des deux hommes les chefs de facto des pègres corse et chinoise à New York.
Golzine et Yut-Lung engagent Blanca, un assassin à la retraite qui a formé Ash, et menacent de tuer Eiji si Ash ne revient pas à Golzine et ne met pas fin à son enquête sur le Banana Fish. Ash accepte leurs conditions, sachant qu'il ne peut vaincre Blanca, et retrouve Golzine comme son conseiller et son fils légalement adopté. Lors d'une fête organisée par Golzine, Ash est sauvé par Eiji, avec le soutien des gangs de Sing, Cain et Ash.

### Partie 5: La bataille finale
Ash se retire au Musée américain d'histoire naturelle, mais Eiji et plusieurs membres du gang de Ash sont capturés dans la course-poursuite qui s'ensuit. Ash capture Yut-Lung et le libère en échange de la libération des otages. Plus tard, Sing met Ash au défi de se battre en duel pour régler leur rancune.
Ash et ses alliés repoussent ensuite l'assaut d'Eduardo Foxx, un mercenaire engagé par Golzine, bien que plusieurs membres de leur gang soient capturés. Le groupe traque les prisonniers jusqu'à l'établissement psychiatrique où Ash a été emprisonné auparavant. Dans une bataille acharnée, Foxx et Golzine sont tués, et toutes les preuves du projet Banana Fish sont détruites.

### Partie 6: Épilogue
Max publie dans le Newsweek une enquête sur le réseau sexuel d'enfants de Golzine, qui a déclenché un scandale à Washington impliquant plusieurs politiciens.
Sing se réconcilie avec Ash et convainc Yut-Lung de mettre fin à sa poursuite contre Eiji et Ash. Yut-Lung et Sing acceptent de travailler ensemble pour reprendre le contrôle de Chinatown.
Ash, reconnaissant le danger auquel il expose Eiji, cesse tout contact avec lui. Eiji et Ibe retournent au Japon, mais juste avant son départ, Eiji confie une lettre à Sing pour Ash. Dans cette lettre, Eiji dit qu'il comprend pourquoi ils ne peuvent plus se voir, "mon âme est toujours avec toi". Alors qu'il est distrait par la lettre, Ash est poignardé par le lieutenant et demi-frère de Sing, Lao Yen-Thai, qui ne savait pas qu'Ash et Sing n'allaient plus se battre en duel. Ash tire sur Lao, le tuant. Il se rend à la bibliothèque publique de New York où il meurt,, souriant et serrant la lettre d'Eiji dans ses bras.

## Personnages principaux
Ash Lynx (アッシュ・リンクス)
Voix japonaise : Yūma Uchida (en)
Ash Lynx est le protagoniste du manga. Jeune homme de 17 ans, à la tête de l'un des gangs New-Yorkais les plus puissants, Ash possède d'incroyables capacités intellectuelles et physiques. Il a un QI de 180 (210 au test de Mannerheim). À huit ans, il est abusé sexuellement par un homme qu’il est contraint de tuer. À l’âge de 11 ans, il rencontre Dino Golzine qui lui apprendra la cruauté du monde des gangs. Il cherche à découvrir le secret derrière la maladie de son frère, et l'énigme Banana Fish. Ash est inspiré de l'acteur River Phoenix et plus tard du joueur de tennis Stefan Edberg,.
Eiji Okumura (奥村 英二, Okumura Eiji)
Voix japonaise : Kenji Nojima
Eiji est un jeune homme japonais de 19 ans, il pratique le saut à la perche avant d’être victime d’un accident qui l’oblige à mettre fin à sa carrière. Il se rend à New York sous la tutelle de son ancien photographe Shunichi Ibe, où il rencontrera Ash Lynx. Le modèle de référence pour le physique d'Eiji Okumura est l'acteur japonais Hironobu Nomura.
Shorter Wong (ショーター・ウォン, Shōtā Won)
Voix japonaise : Makoto Furukawa (en),
Shorter Wong est le meilleur ami d'Ash. Il est à la tête d'un gang important de Chinatown, gang duquel provient Sing. Il devient très ami avec Eiji après son arrivée du Japon. En effet, Shorter est très sociable, ce qui contraste avec le stoïcisme de Ash. Son physique est inspiré du musicien japonais SunPlaza Nakano-kun.
"Papa" Dino Golzine (ディノ・ゴルツィネ)
Voix japonaise : Unshō Ishizuka
Chef de la mafia Corse, Golzine est un des principaux antagonistes de l'œuvre. Il veut à tout prix récupérer Ash, qui est son unique faiblesse. Golzine veut notamment récupérer Ash afin de le tenir éloigné du secret du Banana Fish. Il est inspiré par Telly Savalas.
Griffin Callenreese (グリフィン・カーレンリース)
Voix japonaise : Kazuhiro Fusegawa
Griffin Callenreese est le frère aîné de Ash. Pendant la Guerre de Viêt-Nam, où il a combattu 10 ans avant le début de l'histoire, un étrange mal s'est soudain emparé de lui : il a été pris d'une folie étrange et a tiré sur ses camarades avant de tomber dans un état semi-conscient chronique, cependant, juste avant de perdre son autonomie, il a murmuré « Banana fish ».
Shunichi Ibe (伊部 俊一, Ibe Shun'ichi)
Voix japonaise : Shinji Kawada,
Ibe est un journaliste et photographe japonais. Il a rencontré Eiji alors que ce dernier sautait encore à la perche. Plus tard, il l’emmènera avec lui en Amérique.
Max Lobo (マックス・ロボ)
Voix japonaise : Hiroaki Hirata
De son vrai nom Max Glenreed, 32 ans, est un vieil ami journaliste de Shunichi. Il a lui aussi participé à la Guerre du Viêt-Nam, lui seul la entendu Griffin murmurer « Banana Fish » avant de s'éteindre... Il va faire tout son possible pour aider Ash dans sa quête. Physique inspiré de l'acteur Harrison Ford.
Lee Yut-Lung (李月龍, Rī Yuerun)
Voix japonaise : Jun Fukuyama,
D'abord présenté sous le pseudonyme Yau-Si, Yut-Lung est un membre de la mafia chinoise. Il est le plus jeune des sept frères Lee, qui ont assassiné sa mère devant ses yeux. Depuis, il vit dans un désir croissant de revanche envers eux. Possédant une connaissance encyclopédique des herbes et des poisons, il s'allie à Golzine pour déterminer la composition chimique du Banana Fish.
Sing Soo-Ling (シン・スウ・リン, Shin Sū Rin)
Voix japonaise : Shōya Chiba
Sing est le sous chef, puis le chef du gang de Chinatown, précédemment dirigé par Shorter. Il voue une admiration sans bornes à celui-ci. Aux abords enfantin et insouciant, c'est un tacticien et un leader compétent. Sing est également l'un des protagonistes principaux de la séquelle Garden of Light.
Frederick Arthur (フレデリック・オーサー)
Voix japonaise : Yoshimasa Hosoya,
Plus communément appelé Arthur, c'est un ex-membre cruel du gang de rue d'Ash, qui s'allie à Golzine pour usurper Ash car il veut prendre sa place depuis le début. Inspiré du chanteur Sting.
Blanca (ブランカ)/Sergei Varishkov (セルゲイ・ヴァリシコフ)
Voix japonaise : Toshiyuki Morikawa,
Blanca est un assassin kazakh et ancien lieutenant du KGB qui a fait défection de l'Union soviétique après que sa femme, une dissidente politique, a été assassinée. Il est aussi ancien membre de la mafia. Il a entraîné Ash et lui a appris beaucoup de ce qu'il sait sous la tutelle de Golzine.
Alexis Dawson (アレクシス・ドースン)
Voix japonaise : Hidenari Ugaki

## Productions et supports

### Manga
Banana Fish est prépublié dans le Betsucomi de l'éditeur Shōgakukan entre mai 1985 et avril 1994,. La série est publiée en 19 tankōbon et 11 bunko,.
Shōgakukan publie également un Official Art Book intitulé Angel Eyes en 1994, un guide officiel, Rebirth: The Banana Fish en 2001, et un recueil intitulé PRIVATE OPINION : Banana Fish Another Stories, contenant les histoires courtes Fly Boy in the Sky, Ura Banana, Private Opinion, Angel Eyes et Garden of Light, sort en 1995 au format tankōbon et le 17 novembre 1997 au format bunko. Les trois volumes sont réédités en 2018,,.
La série est publiée en version française par Panini Comics en 19 volumes sortis entre octobre 2002 et décembre 2006. Une réédition au format double est publiée en dix volumes sortis entre avril 2021 et septembre 2022. La version anglaise est publiée en Amérique du nord par Viz Media en deux éditions, entre 1999 et 2002 puis entre 2004 et 2007, ainsi que dans les magazines Pulp et Animerica Extra (en).

#### Liste des volumes
| no | Japonais          | Japonais      | Français,         | Français,     |
| no | Date de sortie    | ISBN          | Date de sortie    | ISBN          |
| -- | ----------------- | ------------- | ----------------- | ------------- |
| 1  | 15 décembre 1986  | 4-09-132451-7 | 19 septembre 2002 | 2-84538-137-9 |
| 2  | 26 janvier 1987   | 4-09-132452-5 | 4 octobre 2002    | 2-84538-151-4 |
| 3  | 26 mars 1987      | 4-09-132453-3 | 7 novembre 2002   | 2-84538-151-4 |
| 4  | 26 juin 1987      | 4-09-132454-1 | 6 décembre 2002   | 2-84538-161-1 |
| 5  | 26 novembre 1987  | 4-09-132455-X | 3 janvier 2003    | 2-84538-171-9 |
| 6  | 26 mai 1988       | 4-09-132456-8 | 7 février 2003    | 2-84538-179-4 |
| 7  | 15 décembre 1988  | 4-09-132457-6 | 7 mars 2003       | 2-84538-192-1 |
| 8  | 26 juillet 1989   | 4-09-132458-4 | 23 mai 2003       | 2-84538-209-X |
| 9  | 26 octobre 1989   | 4-09-132459-2 | 18 juillet 2003   | 2-84538-233-2 |
| 10 | 26 juillet 1990   | 4-09-132460-6 | 19 septembre 2003 | 2-84538-247-2 |
| 11 | 26 octobre 1990   | 4-09-133531-4 | 28 novembre 2003  | 2-84538-273-1 |
| 12 | 25 avril 1991     | 4-09-133532-2 | 19 août 2004      | 2-84538-298-7 |
| 13 | 26 octobre 1991   | 4-09-133533-0 | 14 octobre 2004   | 2-84538-339-8 |
| 14 | 26 mai 1992       | 4-09-133534-9 | 27 janvier 2005   | 2-84538-437-8 |
| 15 | 26 octobre 1992   | 4-09-133535-7 | 23 juin 2005      | 2-84538-503-X |
| 16 | 26 avril 1993     | 4-09-133536-5 | 27 octobre 2005   | 2-84538-579-X |
| 17 | 26 octobre 1993   | 4-09-133537-3 | 9 février 2006    | 2-84538-641-9 |
| 18 | 26 mars 1994      | 4-09-133538-1 | 22 juin 2006      | 2-84538-732-6 |
| 19 | 26 septembre 1994 | 4-09-133539-X | 23 novembre 2006  | 2-84538-844-6 |

### Série d'animation
Banana Fish est adapté en une série télévisée d'animation produite par le studio MAPPA et distribuée par Aniplex. La production comprend tout d'abord Hiroko Utsumi (en) comme réalisateur, Hiroshi Seko (瀬古浩司) comme scénariste, Akemi Hayashi (林明美) comme character designer et Shinichi Osawa comme directeur du son. L'adaptation actualise le contexte du manga paru dans les années 80, ajoutant des références modernes tel que l'usage de smartphones et remplaçant la Guerre du Vietnam par la Guerre d'Irak,.
L'adaptation en série animée, validée par l'éditeur original du manga Shōgakukan, est basée sur une histoire proposée par le producteur d'animation Kyōko Uryū d'Aniplex. Sa sortie en 2018 coïncide avec le 40e anniversaire en tant que mangaka de l'auteur Akimi Yoshida. La série fait finalement partie d'un projet de commémoration plus large en l'honneur de la carrière de Yoshida,. Hiroko Utsumi est engagé comme réalisateur sur les recommandations d'Uryū, et sa décision de placer l'action de la série dans le monde contemporain mène Manabu Ootsuka, président de MAPPA, à accepter d'animer le projet. Le choix des acteurs de doublage japonais est déterminé par Utsumi, Osawa et Yoshida, qui choisissent Kenji Nojima dans le rôle d'Eiji puis Yuma Uchida dans celui d'Ash pour la compatibilité de sa performance avec celle de Nojima. Le repérage des lieux de l'action est supervisée par Utsumi et Seko, qui voyagent jusqu'à New York pour y mener des interviews et prendre des notes sur les lieux représentés dans le manga,.
La série d'animation est officiellement annoncée le 22 octobre 2017 à travers le site web de Yoshida, les réseaux sociaux et des écrans à la Gare d'Ikebukuro à Tokyo. La bande-annonce et le casting de la série sont révélés le 22 février 2018. Au Japon, Banana Fish est diffusée sur Fuji TV dans le bloc horaire noitaminA entre le 5 juillet 2018 et le 20 décembre 2018. Elle est diffusée de manière internationale par Amazon Video en simulcast. La série est composée de deux cours pour un total de 24 épisodes. Aniplex rassemble la série en 4 DVD et Blu-ray. Un guide officiel de la série animée est publié par Shōgakukan en 2019.
La bande sonore originale est produite par Shinichi Osawa sous le label d'Aniplex avec la maison de disque LON MUSIC. La série comprend quatre génériques : les épisodes 1 à 13 utilisent le titre found & lost de Survive Said The Prophet comme thème d'ouverture et Prayer X de King Gnu comme thème de fin, et les épisodes 14 à 24 le titre Freedom de BLUE ENCOUNT comme thème d'ouverture et Red de Survive Said The Prophet comme thème de fin.

#### Liste des épisodes
Le titre des épisodes de la série est inspiré d'œuvres littéraires d'Ernest Hemingway, F. Scott Fitzgerald et d'autres auteurs de la « Génération perdue ».
| No | Titre de l’épisode en français                | Titre original de l’épisode                                        | Date de 1re diffusion |
| --- | --------------------------------------------- | ------------------------------------------------------------------ | --------------------- |
| 1 | Un jour parfait pour Banana Fish              | バナナ・フィッシュにうってつけの日 Bananafisshu ni Uttetsuke no Hi | 5 juillet 2018        |
| Un homme meurt sous les yeux d'Ash Lynx, 17 ans : il lui tend un flacon de poudre blanche et lui recommande une adresse à Los Angeles où, dit-il, la vérité sur le "Banana Fish" l'attend ; Ash apporte la poudre blanche au Dr Meredith, son ami, soupçonnant qu'il s'agit d'une drogue liée au passé militaire de son frère Griffin, qui, depuis son retour du front, répète obsessionnellement ces mêmes mots : "Banana Fish". Ash est devenu sans le vouloir un témoin gênant de quelque chose de bien plus grand que lui : le chef de la mafia, Dino Golzine, veut à tout prix récupérer la mystérieuse poudre et s'organise pour la récupérer. Pendant ce temps, le journaliste Ibe Shunichi et son assistant Okumura Eiji, un étudiant universitaire de 19 ans, arrivent à New York, déterminés à interviewer Ash pour un reportage sur les gangs de rue. Dans le bar où ils se rencontrent, une bande de criminels envoyée par Golzine entre par effraction. Dans le marasme qui suit, Eiji est kidnappé avec l'ami d'Ash, Skip. Insouciant du danger et conscient de tomber dans un piège, Ash se lance à leur poursuite pour les sauver. |                                               |                                                                    |                       |
| 2 | En pays étranger                              | 異国にて Ikoku nite                                                | 12 juillet 2018       |
| Grâce à son talent en saut à la perche, Eiji parvient à s'échapper et à demander de l'aide aux autorités. Marvin Crosby, l'homme de main de Dino Golzine, tue Skip et s'échappe poursuivi par Ash, qui le retrouve, peu après, tué par les balles d'un revolver. Le capitaine Jenkins arrive sur les lieux mais ne peut intervenir lorsque son collègue Evanstine - un lieutenant corrompu à la solde de Golzine - arrête Ash sur des accusations de meurtre dictées par le désir de venger Skip. Pendant l'interrogatoire, Evanstine confronte Ash aux abus subis dans son enfance par Marvin lui-même. Grâce au juge Phillips, tout aussi corrompu, du tribunal de district, Ash est transféré à la prison d'État, bien qu'il soit encore mineur. Sous la pression de Jenkins, Eiji va voir Ash, mais il ne peut pas savoir pourquoi Dino Golzine est si déterminé à se débarrasser de lui. |                                               |                                                                    |                       |
| 3 | Traverser la rivière et rentrer dans les bois | 河を渡って木立の中へ Kawa o Watatte Kodachi no Naka e              | 9 juillet 2018        |
| En prison, Ash partage une cellule avec le journaliste Max Lobo, ami de longue date d'Ibe et Charlie mais aussi ancien inspecteur. À la demande de Jenkins de garder un œil sur Ash, Max réagit d'abord avec beaucoup de réticence mais, après l'avoir rencontré, il développe peu à peu une certaine affection à son égard. Malheureusement, il ne parvient pas à le protéger : Ash est violé par trois détenus. Alors qu'il est à l'infirmerie et qu'il discute avec Max d'articles, de journaux et de bananes, Ash laisse échapper les mots fatidiques "Banana Fish" et Max semble en savoir quelque chose. Il explique à Ash qu'un agent des services secrets basé à Bagdad enquête toujours sur ce qu'est ou qui est "Banana Fish" et, entre deux mots, Ash réalise que Max Lobo est Max Glenreed, le compagnon d'armes et grand ami de son frère Griffin. Max lui explique que lorsque Griffin est devenu fou, c'est lui qui a dû l'abattre pour l'arrêter et que, une fois rentré aux États-Unis, il le cherchait depuis longtemps ; Ash ne veut pas entendre d'excuses et lui dit qu'une fois sorti de là, il lui fera payer la façon dont il a trahi son frère et le tuera. De l'autre côté de Manhattan, le Dr Meredith est perplexe : la drogue qu'Ash lui a demandé d'analyser est pratiquement du LSD mais elle n'a pas les effets du LSD ! Eiji, avec Charlie et Ibe, rend visite à Ash qui, l'embrassant à l'étonnement général, lui transmet un message secret : rencontrer Shorter Wong à Chinatown et lui demander de récupérer et de cacher la substance qu'il avait confiée au Dr Meredith. Eiji essaie de trouver Shorter mais ne le trouve pas et décide d'aller voir le Dr Meredith seul, mais il finit par être suivi. Lorsqu'il arrive au studio, il trouve Arthur, l'homme de confiance de Golzine, qui l'attend. |                                               |                                                                    |                       |
| 4 | De ce côté du Paradis                         | 楽園のこちら側 Rakuen no Kochiragawa                               | 26 juillet 2018       |
| Shorter s'introduit dans le bureau du Dr Meredith et parvient à sauver le médecin et Eiji, mais Griffin est touché par une balle perdue. Juste avant de mourir, il identifie Abraham Dawson, le créateur de la mystérieuse drogue, comme étant Banana Fish. Max demande à retourner dans sa cellule avec Ash après avoir appris la mort de son ami et tente de convaincre Ash d'accepter l'aide de son avocat pour sortir de prison. Après s'être battus, Ash et Max retournent dans leur cellule bien amochés et parlent de Griffin, de la guerre, de la façon dont il a élevé Ash et de la façon dont il a cédé à la drogue et, entre une gorgée de bourbon et un souvenir, trouvent une façon de le pleurer. Jenkins obtient la caution de son ancien camarade de classe, Donald B. Taylor, juge au tribunal d'État, et entre en contact avec l'avocat de Max. Ibe, quant à lui, veut retourner au Japon, mais Eiji ne veut absolument pas quitter New York. |                                               |                                                                    |                       |
| 5 | De la mort au matin                           | 死より朝へ Shi yori Asa e                                          | 2 août 2018           |
| Ash accepte la caution et sort de prison, Eiji se rebelle à l'idée de prendre l'avion et tous deux se rendent au refuge de Shorter. Dino Golzine révèle à Arthur que le Banana Fish n'est pas une personne, mais une drogue très puissante, et attire Ash au Club Cod local pour le capturer. Heureusement, Max, s'étant évadé, et Ibe sauvent Ash, Eiji et Shorter. Max propose de se rendre à Cape Code, le lieu de naissance de Ash et Griffin, à la recherche d'indices sur le Banana Fish. |                                               |                                                                    |                       |
| 6 | My Lost City                                  | マイ・ロスト・シティー Mai Rosuto Shitī                            | 9 août 2018           |
| Ash et ses amis arrivent à Cape Code et s'installent dans l'ancienne maison d'Ash et Griffin. Le père d'Ash tient un restaurant en ville avec sa seconde femme, mais semble réticent à accueillir son fils. La nuit, les hommes de Golzine prennent en otage les parents d'Ash ; Eiji et les autres parviennent à combattre les criminels, mais à un prix élevé : le père est blessé et Barbara, sa femme, tuée. Le père efface toute trace d'Ash avant l'arrivée de la police et demande à son fils de partir vivre sa vie. Ash part, en pleurs, avec les autres et leur prochaine destination est Los Angeles, sur la piste d'Abraham Dawson. |                                               |                                                                    |                       |
| 7 | Le Garçon riche (en)                          | リッチ・ボーイ Ritchi Bōi                                          | 16 août 2018          |
| Avant d'arriver à destination, Max veut s'arrêter chez lui pour souhaiter un bon anniversaire à son fils Michael, malgré la résistance de son ex-femme, qui à ne veut pas le laisser voir l'enfant. Peu de temps après, Ash et ses amis sont accueillis par Yut Lung, le soi-disant fils adoptif du Dr Dawson, et ils découvrent que le Banana Fish est une drogue. Ash veut retourner à New York et combattre Golzine, mais il sait que ce serait trop dangereux pour Eiji, alors il demande au garçon, de retourner au Japon. Shorter découvre que Yut Lung, un membre du clan Lee, est forcé de collaborer à l'enlèvement d'Eiji alors qu'Ash est occupé à protéger la famille de Max, kidnappé chez lui pour faire diversion. |                                               |                                                                    |                       |
| 8 | Histoire banale                               | 陳腐なストーリー Chinpu na Sutōrī                                  | 23 août 2018          |
| Max reçoit un appel des kidnappeurs de sa famille et, avec Ash, il va en découdre. Yut Lung immobilise Ibe et Eiji et, avec Shorter, emmène le garçon à Golzine. Quand Max et Ash reviennent, ils découvrent ce qui s'est passé grâce aux paroles d'Ibe. Ils rencontrent le professeur Dawson, le créateur avec son frère du Banana Fish. Immédiatement après, les hommes de Golzine arrivent et kidnappent Max, Ash, Ibe et Dawson pour les emmener à Chinatown, ils finissent par mettre le feu à la maison du professeur. |                                               |                                                                    |                       |
| 9 | Accordez-moi cette valse                      | ワルツは私と Warutsu wa Watashi to                                 | 30 août 2018          |
| Eiji est réveillé et, avec Yut Lung, est maltraité par Golzine. Ash, Max et Ibe sont emmenés par Golzine et emprisonnés dans une chambre de torture. Sous l'influence du Banana Fish Shorter tente de tuer Eiji devant les yeux d'Ash, qui est forcé de regarder. Dans un moment de lucidité, juste avant de se jeter sur Eiji avec un poignard à la main, Shorter supplie d'être tué et Ash lui tire dessus. |                                               |                                                                    |                       |
| 10 | Retour à Babylone                             | バビロンに帰る Babiron ni Kaeru                                    | 6 septembre 2018      |
| Yut Lung, profitant d'un moment d'absence de Golzine, aide Ash à se libérer. Ash court pour sauver Eiji et, pendant ce temps, les gangs d'Ash et Shorter arrivent. Ash découvre que le crâne de Shorter a été ouvert pour des recherches sur le Banana Fish et, en colère, il tue Abraham Dawson. Sing Soo-Lung, le nouveau patron de Chinatown, dès qu'il apprend la mort de Shorter, cherche à se venger d'Ash, mais se rend compte que ce n'est pas le bon moment. |                                               |                                                                    |                       |
| 11 | Les Heureux et les Damnés                     | 美しく呪われし者 Utsukushiku Norowareshi Mono                      | 13 septembre 2018     |
| Eiji passe du temps avec Ash et découvre un côté fragile de sa personnalité qu'il ne connaissait pas auparavant. Ash fait baisser les parts en actions de Golzine et gagne assez pour une nouvelle maison pour lui et Eiji. Golzine doit se rendre à l'étranger et charge Arthur de poursuivre la chasse contre Ash. |                                               |                                                                    |                       |
| 12 | Avoir et ne pas avoir                         | 持つと持たぬと Motsu to Motanu to                                  | 20 septembre 2018     |
| Tous les hommes d'Arthur envoyés pour capturer Ash sont tués avec le mode opératoire récurrent, un coup précis à la tête. Eiji entend la nouvelle et se dispute avec Ash en disant qu'il est devenu une personne froide face à la mort, différente de celle que lui, Shorter et Skip ont connue. Ash, furieux, crie qu'Eiji n'essaie pas de se mettre à sa place et quitte l'abri. Le plan de Golzine est de renverser le gouvernement du Moyen-Orient et de devenir le chef suprême du marché noir de la drogue, et il veut le mettre en œuvre avec le Banana Fish. Pour se débarrasser d'Ash, seul obstacle majeur à la mise en œuvre de son plan, il ordonne à Arthur de chercher à s'affronter contre lui. |                                               |                                                                    |                       |
| 13 | Les Neiges du Kilimandjaro                    | キリマンジャロの雪 Kirimanjaro no Yuki                             | 4 octobre 2018        |
| Ash et Arthur se défient à la station de métro East Broadway, mais l'affrontement n'est pas juste : un train arrive, mené par les hommes de main d'Arthur, qui pensent qu'ils vont gagner avec une grande supériorité numérique. Ash parvient à monter dans le train et tue tous les compagnons d'Arthur, l'un après l'autre, par des tirs très précis. Eiji doit retourner au Japon, mais dès qu'il apprend l'existence du combat en cours, il renonce à prendre son vol et se précipite vers le terminus de Coney Island, où se déroule la dernière partie du défi : après un échange de coups de feu exténuant, Ash est blessé et Arthur perd la vie. Une descente de police permet de capturer tous ceux qui regardaient, y compris Eiji. |                                               |                                                                    |                       |
| 14 | Tendre est la nuit                            | 夜はやさし Yoru wa Yasashi                                         | 11 octobre 2018       |
| Ash est opéré et, pendant sa convalescence à l'hôpital, il risque d'être empoisonné. Yut Lung laisse partir Sing et Eiji en vue du retour de Golzine. Pour vérifier la valeur de son QI, Ash est transféré à l'Institut national de la santé mentale et - pour faire taire les médias - la fausse nouvelle de sa mort est répandue. |                                               |                                                                    |                       |
| 15 | Le Jardin d'Éden                              | エデンの園 Eden no En                                              | 18 octobre 2018       |
| Eiji s'échappe de Yut Lung et est aidé par Sing, qui lui demande la vérité sur la mort de Shorter. L'Institut national de la santé mentale a l'intention d'utiliser Ash comme cobaye pour le Banana Fish (B1), mais Golzine s'oppose à temps à cette opération. Ibe et Max veulent sauver Ash en profitant de la journée d'ouverture au public, mais il prévoit déjà un moyen de s'échapper à l'extérieur de l'Institut. |                                               |                                                                    |                       |
| 16 | Lo, le pauvre paon                            | 哀しみの孔雀 Kanashimi no Kujaku                                   | 25 octobre 2018       |
| Ash vole des informations classifiées et déclenche l'alarme. Les visiteurs sont évacués, mais Ibe et Max parviennent à se faufiler dans l'installation avec l'intention de sauver Ash. Le garçon réussit à s'échapper avec le professeur Dawson, mais il est obligé de retourner à l'intérieur pour aider Ibe et Max, qui ont été retrouvés. Dino Golzine tue le nouveau directeur et reprend l'Institut. Déguisés, les quatre fugitifs laissent l'Institut derrière eux, mais Ash les laisse près de Central Park pour aller chercher Eiji. |                                               |                                                                    |                       |
| 17 | Gli uccisori                                  | 殺し屋 Koroshiya                                                   | 1er novembre 2018     |
| Ash se présente à son gang. Yut Lung demande à Golzine de l'aider à éliminer tous les membres de la famille Lee. Ash a l'impression d'être surveillé depuis des jours, mais il n'a aucune idée de qui le suit. En fait, c'est Blanca, que Golzine a engagé pour tuer le garçon. Ash se faufile dans la maison de Kippard sous de faux motifs, mais avant de lui extorquer les informations qu'il voulait, le malheureux est tué par Blanca. |                                               |                                                                    |                       |
| 18 | Îles à la dérive                              | 海流のなかの島々 Kairyū no Naka no Shimajima                       | 8 novembre 2018       |
| Holstock est également tué par Blanca, et Ash comprend que c'est lui qui a trouvé le livre Islands in the Stream, que Blanca lui avait conseillé dans le passé, sur le lieu de la fusillade. Selon le contrat avec Golzine, la cible de Blanca est Eiji, qui sera laissé en vie en échange de toutes les informations dont dispose Ash sur le Banana Fish et le Dr Dawson. Ash refuse le conseil de Blanca d'abandonner Eiji à son sort et en accepte les conditions : il trahit la confiance de Max et retourne sous le contrôle de Golzine. |                                               |                                                                    |                       |
| 19 | Le Palais de glace                            | 氷の宮殿 Kōri no Kyūden                                            | 15 novembre 2018      |
| Ash est utilisé par Golzine comme employé et non plus comme divertissement, mais en quelques semaines il tombe malade d'anorexie et devient de plus en plus faible. Lorsque Golzine lui dit qu'il va l'adopter, dégoûté, il commence à résister en vain. Eiji demande l'aide du gang de Sing pour retrouver Ash. Sing obtient des informations de Yut Lung : Golzine organise une réception pour célébrer son exonération d'une accusation de fraude fiscale, et ce sera l'occasion parfaite pour faire sortir Ash. Yut Lung fait chanter Blanca avec des informations secrètes sur son passé et l'oblige à être son garde du corps. |                                               |                                                                    |                       |
| 20 | L'Invaincu                                    | 征服されざる人々 Seifuku Sarezaru Hitobito                         | 22 novembre 2018      |
| Les gangs d'Eiji, Ash et Sing s'introduisent dans la réception de Golzine pour libérer Ash. Blanca n'intervient pas à cause de la colère de Yut Lung. Ash est mis à l'abri dans le réseau d'égouts, mais peu après, les hommes de Yut Lung bloquent toutes les possibilités de fuite de ses alliés. Ash réussit à s'échapper et fait prisonnier Yut Lung, qui avait refusé l'aide de Golzine. Blanca, qui a capturé Eiji, convainc Ash d'échanger les otages. |                                               |                                                                    |                       |
| 21 | L'Invincible (en)                             | 敗れざる者 Yaburezaru Mono                                         | 29 novembre 2018      |
| Yut Lung convainc Lao Yuen Tai de se rebeller contre son frère, Sing, en raison du respect excessif avec lequel il traite l'assassin de Shorter, Ash. Ash aide Sing à libérer ses camarades, mais soupçonne que c'était trop facile : il craint que l'un des otages ait été persuadé de changer de camp, mais n'a pas le temps de s'étaler. Max demande à Ash de l'aider à récupérer les clichés des enfants abusés par Golzine dans le passé, dont Ash. Max, cependant, ne veut pas utiliser les photos comme preuve de dénonciation, il les brûle donc devant Ash pour l'aider à oublier. Golzine est alarmé par le vol des photos et engage des mercenaires français, menés par Edward L. Fox, pour exterminer les gangs d'Ash et de Sing, ainsi que Max, qui est sauvé à temps par Ash. Eiji suggère une stratégie d'attaque gagnante, mais Jessica la juge trop fatigante. Fox prend Bones, Kong et Max en otage, et Ash décide de se rendre. |                                               |                                                                    |                       |
| 22 | Tandis que j'agonise                          | 死の床に横たわりて Shi no Toko ni Yokotawarite                     | 6 décembre 2018       |
| Plusieurs membres du gang de Ash sont emmenés à l'Institut de santé mentale et Ash est fait prisonnier par Fox, qui veut l'utiliser pour évincer Golzine de son poste. Lorsqu'il refuse de coopérer, Fox le viole puis le bat férocement. Ash parvient toujours à s'échapper en retrouvant ses camarades. Lorsque Cain tente de le toucher, il se retire, le souvenir de la violence qu'il vient de subir étant encore frais dans sa tête ; seul Eiji parvient à le calmer. Pendant ce temps, Yut Lung ordonne à deux des subordonnés de Sing de tuer Ash quand il est inoffensif, quand il est donc seul avec Eiji. Blanca s'oppose et rompt le contrat avec Lung pour aller les chercher, mais arrive trop tard : Eiji enseigne la langue japonaise à Ash dans l'abri et remarque les agresseurs, il finit gravement blessé en tentant de protéger Ash. |                                               |                                                                    |                       |
| 23 | Pour qui sonne le glas                        | 誰がために鐘は鳴る Taga Tame ni Kane wa Naru                       | 13 décembre 2018      |
| Blanca réussi à calmer Ash et guérir sa blessure. Sing demande un duel avec Ash pour s'excuser de la trahison de ses deux compagnons et Lao Yuen, fatigué de sa énième demande, Ash finit par accepter le duel. Blanca veut rester proche d'Ash pour l'aider dans ce moment difficile et fait comprendre à Yut Lung combien il est important de savoir aimer pour être aimé, et avec cela il dissout leur contrat. Blanca accompagne Ash pour rencontrer, peut-être pour la dernière fois, Eiji à l'hôpital. C'est une grande joie pour eux deux de se revoir, mais elle est aussi brève : quand Ibe arrive, Eiji comprend bien qu'Ash qu'il doit s'enfuir pour rester libre. Près de l'Institut de santé mentale, le gang de Ash réussit à capturer Golzine et à le rendre au Dr Mannerheim en échange de ses compagnons de cellule. Cependant, l'Institut a été repris par Fox, qui en profite même pour se débarrasser de l'otage. |                                               |                                                                    |                       |
| 24 | L'Attrape-cœurs                               | ライ麦畑でつかまえて Rai Mugibatake de Tsukamaete                  | 20 décembre 2018      |
| Ash est drogué mais parvient à s'échapper. Blanca et Sing se séparent des autres, qui parviennent à libérer les prisonniers, pour aller aider Ash. Le Dr Mannerheim tente de s'échapper avec une mallette contenant toutes les informations sur Banana Fish, mais Ash le prend en otage. Fox tue le médecin pour s'occuper d'Ash, et le long combat, douloureux pour les deux, ne s'achève que grâce à Golzine qui, avant de s'effondrer, rend sa première et dernière faveur à Ash. La mallette est perdue et tout le ressentiment que le Banana Fish a provoqué ne demeure qu'un mauvais souvenir du passé. Sing convainc Yut Lung d'oublier son envie envers Ash et lui demande de revenir à la tête du gang de Chinatown. Eiji part pour le Japon mais Ash n'est pas allé à sa rencontre. Après avoir dit au revoir à Blanca sur son chemin vers les Caraïbes, Ash se rend à sa bibliothèque préférée et reçoit une lettre de Sing contenant un billet pour Tokyo et quelques mots extrêmement touchants et profonds de la part d'Eiji. Ash change d'avis et se précipite à l'aéroport pour dire au revoir à Eiji, mais Yuen Tai le rencontre sur la route et le blesse pour venger Shorter. Ash ne s'en soucie pas et retourne à la bibliothèque pour relire la lettre d'Eiji, se laissant mourir en paix. |                                               |                                                                    |                       |

### Autres adaptations
Une adaptation radiophonique de Banana Fish a été produite par NHK en 1996, avec Tohru Furusawa pour la voix d'Ash et Kazuhiko Inoue pour celle d'Eiji. L'adaptation est sortie sur CD en trois parties.
Une adaptation théâtrale de Banana Fish, dirigée par Akira Furukawa et scénarisée par Kanno Shintaro, a été produite en 2012 par la compagnie de théâtre Exile,.
Deux romans Banana Fish sont publiés : le premier, une série de quatre volumes écrite par Akira Endō, est publiée par KSS Comic Novels en 1998. Intitulée Banana Fish : Makkusu Robo no Shuki (BANANA FISH マックス・ロボの手記), la série raconte l'histoire du manga du point de vue de Max,. La seconde, une série en trois volumes écrite par Miku Ogasawara sur la base de l'anime Banana Fish, est publiée par Shōgakukan en bunko en 2018,.

## Accueil
Banana Fish se vend à plus de 12 millions d'exemplaires au Japon,. Dans un sondage "Fifty Best Manga" réalisé par le magazine Comic Link en 1998, Banana Fish est classé premier[réf. nécessaire].
La succursale principale de la bibliothèque publique de New York, un endroit bien en vue dans la série, est devenue une attraction touristique pour les fans de Banana Fish. La bibliothèque a aussi rapporté une augmentation significative des revenus de la boutique de cadeaux au cours de l'année fiscale 2019, qu'elle a attribuée à la popularité générée par Banana Fish. La société de tourisme japonaise Kinki Nippon Tourist Kanto propose un circuit à New York spécialement conçu pour les fans de la série, qui comprend des arrêts dans les lieux présentés dans Banana Fish et une visite audio guidée narrée par les acteurs Yūma Uchida et Kenji Nojima, qui interprètent le personnage de Ash et Eiji. Le 24 juin 2019, le circuit Banana Fish a été sélectionné par l'Association japonaise de l'industrie du voyage pour recevoir le prix du Ministère du Territoire, des Infrastructures, des Transports et du Tourisme lors du Grand Prix annuel du circuit. Ce prix récompense les projets touristiques, tant à l'étranger que dans le pays, qui profitent à l'ensemble de l'industrie du voyage au Japon,.